# La Gineta
La Gineta – gmina w Hiszpanii, w prowincji Albacete, w Kastylii-La Mancha, o powierzchni 136,75 km². W 2011 roku gmina liczyła 2582 mieszkańców.